# مسجد سیدالعلما
مسجد سیدالعلما مربوط به دوره قاجار است و در بابل، خیابان امام خمینی، محله مسجد جامع بابل واقع شده و این اثر در تاریخ ۲۴ اسفند ۱۳۸۳ با شمارهٔ ثبت ۱۱۵۱۷ به‌عنوان یکی از آثار ملی ایران به ثبت رسیده است.